# Multinationales Unternehmen
Ein multinationales Unternehmen (MNU; englisch multinational enterprise, MNE oder multinational corporation, MNC; auch transnationales Unternehmen (englisch TNC) genannt) ist ein – auf direktinvestiver Basis – grenzüberschreitend tätiges Unternehmen. Oftmals wird die Bezeichnung synonym zum Begriff des Internationalen Unternehmens (INU) verwendet, der jedoch weiter gefasst ist, da er auch nicht direktinvestive Internationalisierung abdeckt. Die Organisationsform des multinationalen Unternehmens gibt es seit dem 19. Jahrhundert. Nicht zu verwechseln ist das Konzept des MNU mit dem Homonym aus der Klassifikation von Bartlett und Ghoshal, die den Begriff in ihrer Klassifikation gebrauchen, um einen von vier charakterisierten Subtypen MNU zu benennen.

## Begriff

### Allgemeine Definition
Als multinationales Unternehmen wird allgemein jedes rechtlich selbstständige Unternehmen (Muttergesellschaft) bezeichnet, welches seinen Hauptsitz im Inland und mindestens eine Tochtergesellschaft im Ausland hat und daher mehr als einen Produktionsstandort besitzt.
Multinationale Unternehmen sind von Unternehmen abzugrenzen, die in einem Land produzieren und von dort exportieren. Solche Unternehmen können jedoch trotzdem Internationale Unternehmen sein. Multinationale Unternehmen unterhalten demgegenüber in mehreren Ländern Tochtergesellschaften. Zur Gründung einer solchen sind Direktinvestitionen erforderlich. Daher besteht ein enger Zusammenhang zwischen Direktinvestition und multinationalen Unternehmen. Aus dieser Sicht stellt es eine Weiterentwicklung des nationalen Unternehmens bzw. einen speziellen Fall des Internationalen Unternehmens dar, wobei die Weiterentwicklung bzw. Besonderheit in einem internationalen Transfer von Realkapital besteht.

### Alternative Definitionen
In den Vereinigten Staaten gilt ein Unternehmen als multinational, wenn an diesem bereits 10 % der Aktien von einem ausländischen Unternehmen gehalten werden.

## Historie und Entwicklung
Multinationale Unternehmen gibt es bereits seit dem Ende des 19. Jahrhunderts (teils aber unter anderen Bezeichnungen), das hängt vor allem mit der Industrialisierung und dem Imperialismus zusammen. Die Bedeutung multinationaler Unternehmen war bis Mitte des zwanzigsten Jahrhunderts eher gering. Sie entstanden zunächst in wenigen Sektoren wie zum Beispiel in der Automobilindustrie (Beispiel General Motors, 1908 gegründet). Die Entwicklung multinationaler Unternehmen wurde auch durch den Ersten und besonders den Zweiten Weltkrieg negativ beeinflusst.
Bedeutend wurden die multinationalen Unternehmen jedoch nach dem Ende des Zweiten Weltkrieges infolge des immer stärker ansteigenden Welthandels. Vor allem durch die danach immer mehr ansteigenden Direktinvestitionen erlebten die multinationalen Unternehmen besonders in den 80er Jahren einen starken Aufschwung.
Seit dieser Zeit hat die Bedeutung multinationaler Unternehmen durch die zunehmende Globalisierung weiter stark zugenommen. Dies wird auch durch folgende Zahlen belegt: Am Anfang der 90er Jahre gab es etwa 7.000 multinationale Unternehmen, inzwischen sind es etwa 65.000 Muttergesellschaften und 850.000 dazugehörige ausländische Tochtergesellschaften in allen Ländern der Erde. Weiterhin werden ungefähr zwei Drittel der Warenströme durch multinationale Unternehmen verursacht. Damit wird die heutige vorherrschende Position multinationaler Unternehmen in der Weltwirtschaft deutlich.

## Typen
Die Aktivität von multinationalen Unternehmen kann in vier Haupttypen eingeteilt werden, wobei in der Praxis meist mehrere Typen gleichzeitig auftreten:
- Suchen von Ressourcen (physische Ressourcen: Faktor Arbeit, Faktor Humankapital)
- Suchen von Märkten (Gründe: Marktvolumen und -Wachstum, Aktivität von bestehenden Kunden oder Zulieferern in neuen Märkten, Anpassen von Produkten an lokale Präferenzen, Transaktions- & Produktionskosten, dynamische Interaktion mit Konkurrenten, Reaktion auf staatliche Markteingriffe)
- Suchen von Effizienz (Economies of Scale und -Scope, Risikodiversifikation)
- Suchen von strategischen Vermögenswerten

sonstige Formen: Fluchtinvestitionen (vor Regulationen), Unterstützungsinvestitionen
Weiterhin unterscheidet man zwischen verschiedenen Arten multinationaler Unternehmen:
Klassische multinationale UnternehmenDiese haben den Sitz ihres Hauptquartiers im Ursprungsland, arbeiten aber darüber hinaus in vielen Ländern. Beispiele dafür sind Apple und McDonald’s. Obwohl diese Unternehmen internationale Erfolge und Verkäufe erzielen, stehen sie dennoch stark im Bezug zu ihrer nationalen Identität.
Bezüglich der Produktions-, Beschaffungs- und Absatzpolitik sind die Tochtergesellschaften vor Ort weitgehend unabhängig.
Moderne multinationale UnternehmenDiese haben sich mit dem Wachstum des weltweiten Wettbewerbs zu so genannten Transnationalen Unternehmen (engl. transnational corporation, TNC) entwickelt. Gegenwärtig stellen viele multinationale Unternehmen solche transnationale, grenzüberschreitende Unternehmen dar.
Transnationale Unternehmen haben einen Hang zu globaler Integration und Identifikation. Ihre grundsätzliche Aufgeschlossenheit gegenüber verschiedenen Kulturen zeigt sich durch die Errichtung einer Corporate Identity. Diese orientiert sich nicht mehr national, sondern an einer global geregelten Unternehmenskultur. Dadurch sollen einerseits kulturelle Intoleranzen abgebaut werden um den Pluralismus zu unterstützen. Ein anderer Aspekt liegt in der Entwicklung einer einheitlichen Unternehmenskultur, um die Kommunikation und Informationsverarbeitung zwischen den Standorten sicherzustellen.
Im Idealfall nimmt das transnationale Unternehmen die Form einer Netzwerkorganisation an, welche geographisch nicht mehr konkret verortet werden kann. Dadurch werden diese transnationalen Unternehmen vielmehr zu Weltunternehmen, deren Leistungen immer weniger einem Land zuzuordnen sind. Die Kunden sollen das Produkt nicht mehr mit einem Standort, sondern mit dem Unternehmen selbst identifizieren. Mit dieser Konsequenz stellte Daimler-Benz schon seit 1994 nicht mehr das made in Germany in den Vordergrund, sondern kennzeichnet seine Weltprodukte mit made by Mercedes.
Im Gegensatz zu klassischen multinationalen Unternehmen verpflichtet die Unternehmensführung die teilautonomen Tochtergesellschaften auf strategische Unternehmensziele und die Tochtergesellschaften übernehmen funktionale Aufgaben. Dabei werden die Produkte möglichst an die jeweiligen lokalen Anforderungen (Kundenwünsche, Vertriebswege, Vorhandensein von Ressourcen etc.) zur Erzielung von Vorteilen angepasst, welche jedoch auf gemeinsamer Forschung und Entwicklung der Gesamtunternehmung basieren.

## Theorien multinationaler Unternehmen
Die Entstehung multinationaler Unternehmen umfasst im Ansatz zwei Theorien, die nachfolgend kurz behandelt werden. Ausführliche Erläuterungen sind in den jeweiligen Artikeln Standortmotiv multinationaler Unternehmen und Internalisierungsmotiv multinationaler Unternehmen zu finden.

### Horizontale Integration
Diese Theorie befasst sich mit den Standortmotiven multinationaler Unternehmen. Warum stellen MNU ein und dasselbe Gut in mehreren Ländern her?
Hier nur einige Beispiele:
- die Unternehmen wollen Güter und Dienste gleicher Art auf all ihren aktiven Märkten produzieren, aber unterschiedliche Absatzmärkte erfordern unterschiedlich angepasste Güter[9]
- die Wahl des Produktionsstandortes erfolgt anhand des Ressourcenvorkommens[9]
- die Produktionsstätten vor Ort sind kostengünstiger als im Stammland auf Grund von Handelsbarrieren wie Zölle etc.[9]
- Senkung von Transportkosten: bei absatzorientierten Unternehmen ergeben sich kürzere Transportwege durch eine Produktion der Güter am Verbrauchsort; bei beschaffungsorientierten Unternehmungen reduziert sich die Anzahl der Rohstofftransporte bzw. die zu transportierenden Rohstoffmengen[10]

### Vertikale Integration
Diese Theorie behandelt die Internalisierungsmotive multinationaler Unternehmen. Warum produziert ein und dasselbe Unternehmen ein Gut an verschiedenen Standorten?
Hier nur einige Beispiele:
- die Durchführung internationaler Transaktionen ist günstiger, wenn sie unternehmensintern erfolgt anstatt zwischen mehreren Unternehmen[9]
- der Technologietransfer wird dadurch vereinfacht[11]
- gehen produzierte Güter und Dienste als Vorprodukte in den Produktionsprozess ausländischer Betriebe ein, birgt das innerhalb eines Unternehmens weniger Risiken bezüglich Koordinationsproblemen und Preisschwankungen als zwischen unterschiedlichen Unternehmen (Beispiel: Arbeitsteilung zwischen Mutter- und Tochtergesellschaft)[11]

Ziel der vertikalen Integration ist in erster Linie den komparativen Vorteil der unterschiedlichen internationalen Produktionsstandorte zu nutzen und Effizienzvorteile zu erzielen.

## Bewertung

### Vorteile
Zu den Vorteilen multinationaler Unternehmen gehören eine verbesserte technische Effizienz und ein schnellerer Technologietransfer, insbesondere auch in Entwicklungsländer. Hier werden durch die verbesserten Technologien neue Produktionsstätten und somit Arbeitsplätze geschaffen. Dadurch haben die Entwicklungsländer die Möglichkeit, sich (bedingt) dem Wohlstand der großen Nationen anzupassen.
Weiterhin hat ein multinational agierendes Unternehmen die Möglichkeit, seine unternehmensspezifischen Wettbewerbsvorteile im internationalen Wettbewerb auszunutzen. Ebenfalls positive Auswirkungen haben Standortvorteile im Ausland, welche Unternehmen ohne internationale Tätigkeit nicht nutzen können. Zuletzt haben diese Unternehmen die Möglichkeit, direkt über ihre Organisation international zu handeln und müssen dafür nicht den Markt nutzen.

### Nachteile
Besonders negativ fällt bei multinationalen Unternehmen auf, dass ihre Anwesenheit den Gastländern meist nicht gefällt. Sie fühlen sich von ihnen bedroht und haben den Eindruck, dass die multinationalen Unternehmen die Arbeitskräfte aufgrund ihrer geringen Bezahlung ausbeuten und die Natur zerstören.
Außerdem sind multinationale Unternehmen oft der Gefahr ausgesetzt, dass sich in manchen Ländern wirtschaftliche Krisen oder politische Unruhen ereignen. Weiterhin ist es oft auch sehr kostspielig, neue Märkte in fremden Ländern zu erschließen. Und es besteht auch immer die Gefahr, dass ein Markt, der am Anfang als gute Wahl erschien, sich im Nachhinein als schlechte Wahl herausstellt.
Willy Brandt forderte auf dem Parteitag in Hannover im April 1973 zur Wachsamkeit gegenüber der Macht von multinationalen Konzernen auf. Er zählte dabei folgende Argumente auf:

„- durch internationale Kartellvereinbarungen verschaffen sie sich einen oft unangemessenen Einfluß auf die Handelspolitik der Staaten,

- sie können sogar den Welthandel dominieren,

- sie bestimmen von Land zu Land fast souverän ihre Verluste oder Gewinne und damit bis zu einem gewissen Grade auch ihre Steuern,

- ihre Wachstumsrate ist doppelt so groß wie die anderer Unternehmen,

- ihre finanziellen Reserven sind groß genug, um die Währungen jederzeit unter Druck zu setzen.“